# Stand-up comedy
La stand-up comedy è una forma di spettacolo in cui un comico si esibisce "in piedi" (in inglese stand-up) davanti a un pubblico, normalmente rivolgendosi direttamente a esso, senza la quarta parete. L'artista che si esibisce in questa forma di spettacolo prende il nome di stand-up comedian.

## Caratteristiche
La stand-up comedy si differenzia dal classico cabaret in quanto i comici non utilizzano la maschera teatrale e la quarta parete non esiste. I temi affrontati dal comico stand-up vanno dal politico al sociale. I comici si possono esibire portando in scena un monologo oppure una serie di battute secche, scollegate tra loro. Nel secondo caso sono chiamati comici one liner, da una sola riga, come per esempio Anthony Jeselnik.

## Influenze
La moderna stand-up comedy vede le sue radici nelle prime forme di intrattenimento negli Stati Uniti d'America all'inizio del XIX secolo. Nel tempo, è stata influenzata da tipi di spettacolo e movimenti artistici come il vaudeville, il burlesque, il dadaismo, dall'intrattenimento in stile Borscht Belt e dalle usanze dell'ambiente dei night club.

### Il vaudeville

Beatrice Herford, prima donna a esibirsi come stand up comedian

Verso la metà del XIX secolo si afferma in America una tipologia di spettacolo, il vaudeville, che riunisce in sé diverse tradizioni di intrattenimento confluite anche nel Music Hall del periodo: il teatro dell'arte, il circo, le performance di strada, i mimi, gli spettacoli teatrali, il trasformismo. Questo tipo di show fu la culla della moderna stand-up comedy. 

Si ritiene che la prima manifestazione di stand-up comedy siano gli spettacoli di vaudeville di Charlie Case, fra il 1880 e il 1890. Charlie in questo periodo si esibisce spesso senza oggetti di scena, raccontando battute e storie divertenti: una forma di intrattenimento insolita per il periodo. 
La prima stand-up comedian donna è Beatrice Herford, che si esibisce con il suo primo monologo nel Regno Unito nel 1895.
Case e Herford non riescono a fare attecchire subito la stand-up comedy come forma di intrattenimento popolare ma durante i primi anni del ventesimo secolo il genere inizia ad avere un seguito grazie a Ed Wynn, che si forma nei vaudeville come presentatore. Il personaggio teatrale di Wynn riusciva subito a empatizzare con il pubblico (capacità che sarà portata in scena anche da Richard Pryor e Bill Hicks): «Faceva il possibile affinché ogni persona in teatro si sentisse in compagnia di un amico e guidata personalmente in un mondo folle e divertente».
Sebbene il Vaudeville tradizionale non fosse più di moda con il sopraggiungere della Grande Depressione degli anni '30 e venisse abbandonato definitivamente verso la metà degli anni '30, sarà ripreso nei varietà televisivi come The Hollywood Palace, nel 1964, The Ed Sullivan Show, andato in onda dal 1948 al 1971, e dopo con il Saturday Night Live, trasmesso la prima volta nel 1975, gettando le fondamenta per lo sviluppo dell'attuale intrattenimento americano. Durante quel periodo finale, verso gli anni '30, si affermano alcuni dei comici più famosi del ventesimo secolo come i Fratelli Marx, Red Skelton, George Burns, Gracie Allen, Judy Garland, Gianni e Pinotto e Bob Hope. Inoltre dal vaudeville si sviluppano nuovi circuiti. I più importanti sono: il Black Vaudeville, meglio noto come Chitlin' Circuit, e il circuito ebraico dei vaudeville nella Borscht Belt.

### Il burlesque
Il burlesque, una forma di intrattenimento per adulti, può essere considerato uno dei pochi show di intrattenimento del XIX secolo fondato "sull'estetica della trasgressione, del ribaltamento e del grottesco". Durante uno spettacolo di burlesque si evidenzia una realtà che Peter Stallybrass e Allon White definiscono "L'altra parte inferiore", cioè "qualcosa che è offeso ed escluso dall'ordine della classe sociale dominante, etichettato come sporco, degradato e inutile, che in ogni caso viene visto come un oggetto di desiderio o capace di affascinare".

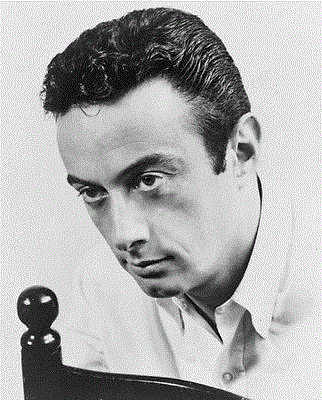
Lenny Bruce, uno dei comici più influenti del XX secolo

Sugli stessi palchi dove vengono rappresentati gli spettacoli di burlesque figurano anche comici, che sono chiamati a fare battute di raccordo fra un numero e l'altro. Durante questi spettacoli fanno esperienza alcuni fra i più famosi nomi della comicità americana e delle star del cinema come W. C. Fields, Red Buttons, Robert Alda, Mae West, il duo Gianni e Pinotto, Joey Bishop.
Gli attori di burlesque intraprendevano con il pubblico una relazione intima e di complicità, sia le donne, consce di essere un oggetto di desiderio e seduzione, sia gli uomini, come William Mitchell e John Broughman, che si esibivano in maniera non convenzionale per i tempi. Di un'esibizione di Broughman scrive l'Herald: «Ora include una battuta con riferimenti agli avvenimenti del giorno, ora parla confidenzialmente con il maestro della band, violando agilmente tutti i principi della finzione, producendo un'amabile fraternità fra il palco e gli spettatori». Lo stile è quindi molto simile a quello degli stand-up comedian che si andranno ad affermare negli anni cinquanta.
Nel vaudeville e nel burlesque si riscontrano gli elementi della stand-up comedy, la quale si affermerà negli anni cinquanta raccogliendo l'eredità di queste due forme di intrattenimento. Infatti fu in quel periodo che Lenny Bruce e Mort Sahl introdussero due caratteristiche particolari: la parlata colloquiale, improvvisata e le battute di attualità che prendevano di mira personaggi considerati tabù, come il presidente, il congresso, le alte cariche dell'industria, insieme alle ipocrisie del paese e ai valori neo-vittoriani. Questi fattori che portano il genere della stand-up comedy alla forma attuale. 
Lenny Bruce, considerato uno degli stand-up comedian più influenti in assoluto, si forma in club come il Los Angeles' Strip City e il The Colony Club presentando i numeri di strip-tease. Quando introduce un nuovo numero, deve riuscire a ottenere l'attenzione di uomini interessati agli spogliarelli che non aspettano altro che lui se ne vada per poter vedere la prossima spogliarellista. È quindi costretto a "sporcare" i suoi pezzi per competere con le spogliarelliste, a volte prendendole in giro sul palco, di solito crudelmente: «Voi vedete qui una ragazza amabile. Peccato che sia infetta». Si può affermare che l'eredità lasciata dal burlesque contribuisca a formare Bruce, che si serve degli strumenti imparati sul campo per creare un proprio stile in cui il talento dell'intrattenitore si mescola con l'audacia del linguaggio e dell'atteggiamento, che Bruce usa per sfidare l'ipocrisia della cultura dominante.

### Il Dadaismo
Nel primo ventennio del ventesimo secolo accaddero numerosi sconvolgimenti sociali e culturali che minarono le fondamenta della società fino ad allora conosciuta. A partire dal 1916 si sviluppò anche il dadaismo, che influenzò anche i teatri di vaudeville negli Stati Uniti. Gilbert Seldes, in The Seven Lively House, individua nella comicità nonsense e frammentaria di artisti come Joe Cook, James J. Morton e Charlie Case una risposta al Dada. 

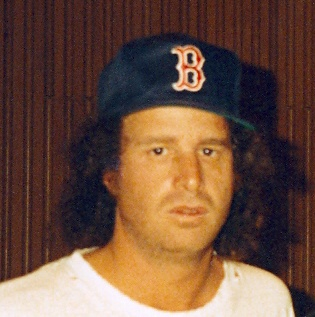
Steven Wright, comico e attore statunitense

Oggi la relazione con l'arte Dada è ancora individuabile negli spettacoli comici di Steven Wright e Mitch Hedberg. La destrutturazione della realtà e la ricomposizione in altre forme di difficile interpretazione, tema centrale trattato da Duchamp e dagli altri dadaisti, è riconoscibile nei loro spettacoli, come in quelli messi in scena nei vaudeville nei primi anni del ventesimo secolo. Nello spettacolo "When the leaves blow away" del 2006 Wright fa pensieri come: 
In questo caso Wright fa immaginare oggetti quotidiani all'infuori della loro cornice, donando loro una nuova funzione surreale, smantellando la forma convenzionale. Come Duchamp e Picasso, comici come Wright, Hedberg, Jerry Seinfeld, Emo Philips, Robert Townsend, Harland Williams, Jim Gaffigan, Margaret Smith e Brian Regan mostrano un universo caotico poiché tagliano, incollano e ricreano mondi riconoscibili eppure per certi versi ignoti.

### Night club
Agli inizi del ventesimo secolo si iniziarono ad affermare nel panorama dell'intrattenimento notturno newyorkese diverse realtà: i saloon, i rathskeller e i nightclub. I primi ospitavano prevalentemente operai; i secondi erano locali nei seminterrati dove si riunivano giornalisti, attori e bohemien, mentre i nightclub, chiamati anche cabaret, erano locali di dimensioni ridotte che attraevano clienti interessati alla vita notturna. In questi spazi ristretti diveniva naturale per gli attori rompere la quarta parete.
La condizione intima del nightclub permetteva agli artisti di esprimere la loro personalità, necessaria per sovrastare il clima informale del locale, un posto "dove trascorrere le ore dopo che le fatiche del giorno sono state messe da parte... è difficile attirare l'attenzione di una mente stanca o di un uomo infatuato". Il sorriso sarcastico e l'autoironia aiutavano gli artisti ad aprirsi e a coinvolgere i clienti nella loro vita personale. Il locale creava una tensione fra l'artista che cercava di intrattenere e l'indifferenza del pubblico. Per riuscire a intrattenere con successo, gli artisti dovevano riuscire a manipolare i desideri del pubblico e sé stessi, basandosi sulla loro vita privata per intessere una relazione con il pubblico.

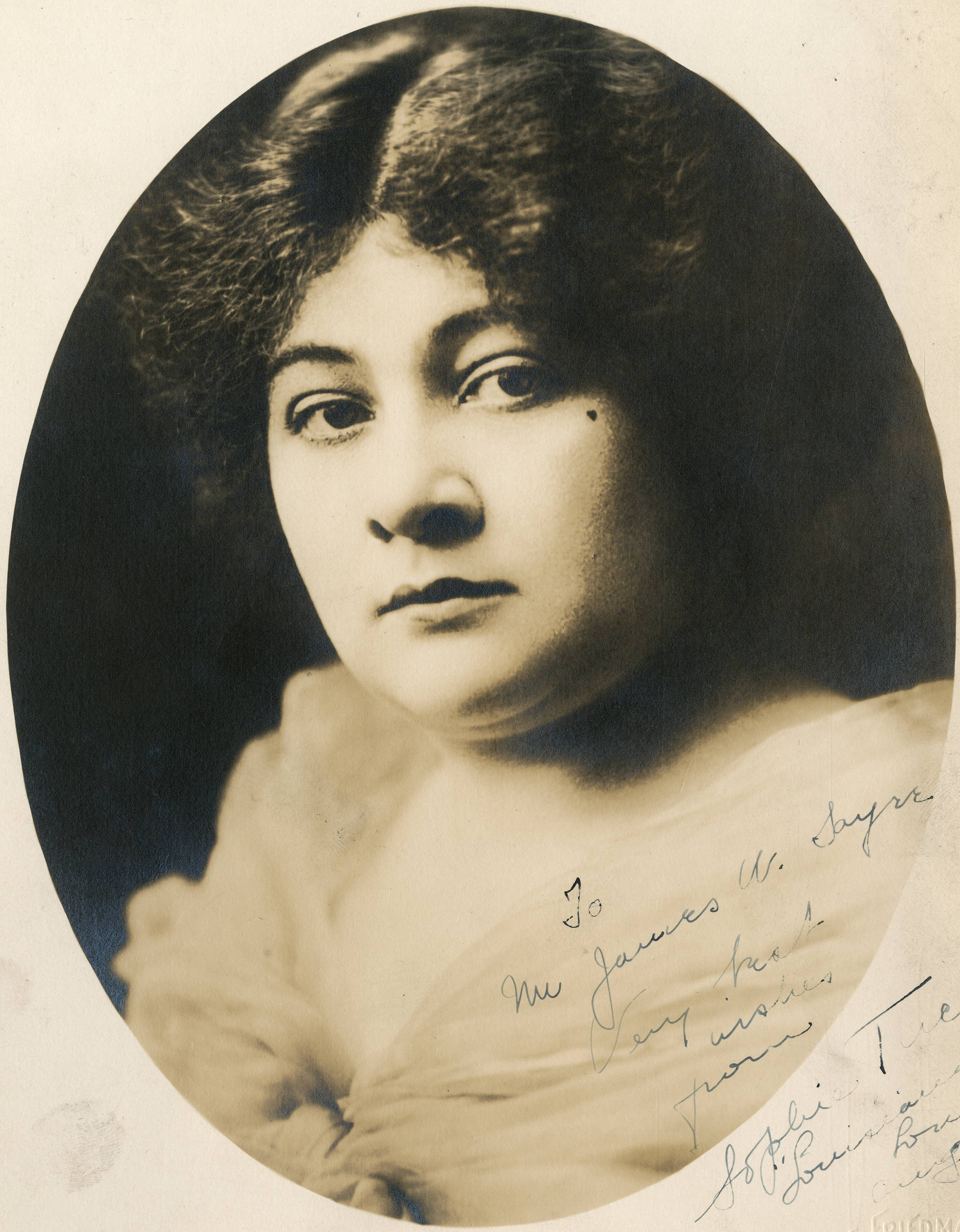
Sophie Tucker, comica di spicco dei primi anni del Novecento. Fu una pioniera delle esibizioni nei nightclub; nel 1938 viene nominata presidentessa della Federazione Americana degli Attori e finirà la sua carriera con 7 film all'attivo.

Una delle comiche più importanti che iniziò a farsi notare nei Cabaret fu Sophie Tucker. La sua formazione comica avvenne nei vaudeville, in cui fece esperienza collezionando un repertorio di "canzoni hot, infarcite di doppi sensi". Una notte del 1915, quando si trovava con il marito Frank Westphal fuori dal The Tokio, il proprietario Henry Fink le chiese di improvvisare uno spettacolo per intrattenere la folla. Al pubblico piacque così tanto la sua esibizione, che lei ne fece una parte fissa delle sue esibizioni. Improvvisando riusciva a dare l'illusione che fosse la presenza del pubblico il motore dello show, poiché toccava dei temi che accomunavano tutti e riusciva a renderli partecipi delle vite private del mondo delle celebrità. 
La Tucker continuò a esibirsi nei nightclub fino agli anni cinquanta, preferendo lo spettacolo dal vivo a quello registrato al cinema o alla radio, che per lei erano troppo restrittivi, come disse in un'intervista: "Non si può fare questo, non si può fare questo. Non potevo nemmeno dire 'damn' o 'hell', e niente è più espressivo del mio modo di dire 'damn' o 'hell'."
Esibendosi nei nightclub, Sophie Tucker scopre che le battute a sfondo sessuale sono quelle che riscuotono più successo. Le sue canzoni comiche con contenuti osceni permettevano di parlare della sessualità rilasciando la tensione che certi temi portavano, soprattutto in un ambiente dalle radici vittoriane. Sotto il velo della comicità, la Tucker metteva in mostra i desideri e i segreti più intimi del suo pubblico, cantando anche dei suoi problemi divertenti a casa e dei suoi ideali del matrimonio romantico.
Ostentando la propria sessualità, la Tucker anticipa la comicità sessualmente esplicita della fine del ventesimo secolo. Nelle sue canzoni mette in discussioni i costumi del tempo, ribaltando la concezione del matrimonio romantico e felice decenni prima che Lenny Bruce scandalizzasse il pubblico affrontando gli stessi temi.
Durante il periodo del proibizionismo si diffusero in America piccoli locali notturni, che incisero profondamente sul destino della comicità americana. In questi locali si reinventò la figura del presentatore, che poteva decretare il successo o l'insuccesso di uno spettacolo, nacque così il maestro di cerimonie, anche detto MC, per la prima volta nel 1911. Il maestro di cerimonie manteneva alto il ritmo dello spettacolo, annunciava l'arrivo degli artisti e stabiliva un legame di socialità e amichevole con il pubblico.
Dopo la seconda guerra mondiale i nightclub divennero ancora più famosi e molti spettacoli avevano uno stand-up comedian a introdurre le esibizioni; i locali più affermati potevano assumere comici che erano riusciti a crearsi un seguito nei vaudeville e nel circuito della Borscht Belt. Durante gli anni '50, i nightclub iniziarono anche a dare spazio a comici più provocatori come Lenny Bruce, Mort Sahl e Dick Gregory. I nightclub raggiunsero l'apice della popolarità quando Hugh Hefner fondò il Playboy Club, una catena di locali notturni che si affermò in tutto il mondo tra il 1960 e il 1991. Durante le serate nei Playboy Club, dove l'ingresso costava 25 dollari, i clienti erano serviti dalle famose conigliette della rivista Playboy, e potevano assistere a spettacoli di alto livello. Hefner assunse non solo le più grandi star della stand-up comedy come Bill Cosby, Woody Allen, Gregory e Bob Newhart, ma diede la possibilità di esibirsi anche a comici emergenti come Steve Martin e George Carlin.

### Borscht Belt
La regione dei monti Catskill, nella parte sud-est dello stato di New York, chiamata informalmente Borscht Belt (riferimento alla zuppa di barbabietole, il pasto più comune delle famiglie ebree di prima generazione), vantava centinaia di piccole pensioni e oltre cinquecento hotel. 

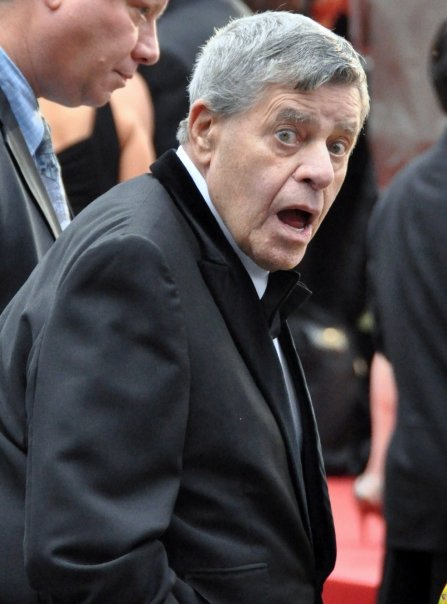
Jerry Lewis, uno dei comici più famosi a essersi formato nel circuito dei Borscht Belt

In questo contesto nasce la comicità stile Borscht Belt, dove i giovani comici con il ruolo di toomlers o tumult makers, dovevano intrattenere i clienti per tutto il giorno, sia dentro sia fuori dal palco. L'umorismo dei toomler "scaturiva spesso dalle abitudini quotidiane delle persone con cui avevano a che fare".
Il più famoso fra questi comici fu probabilmente Jerry Lewis, che pur di intrattenere i clienti era capace di rovesciare un intero vassoio di pesche melba e di catapultarsi su una pentola di purè. Red Buttons, mentre lavorava al Beerkill Lodge a Greenflied Park, aveva contemporaneamente 4 mansioni (intrattenitore, fattorino, addetto all'accoglienza e cameriere nei weekend più affollati) venendo pagato 1 dollaro e mezzo a settimana.
Le località del circuito Borscht Belt vivono i loro anni d'oro fra il 1930 e il 1950, ponendosi come base per la formazione di importanti attori e comici degli anni successivi come Joan Rivers, Milton Berle, Don Rickles, Jack Benny, Jack Carter, Jackie Mason, Dick Shawn, Sid Caesar, Mel Brooks, Buddy Hackett, Kaye, Don Adams, Morey Amsterdam, Lenny Bruce, Myron Cohen, Phyllis Diller, Shecky Greene e Henny Youngman. La comicità del Borscht Belt si affermò al tal punto che la figura del comico ebreo in smoking che pronunciava battute con il sigaro in bocca divenne un cliché. 
Dal 1970 il prestigio del circuito Borscht Belt iniziò a scemare. La rilevanza della comicità ebraica sulla stand-up comedy è stata oggetto di diverse teorizzazioni anche se vi è unanimità nell'attribuirle un'influenza decisiva. Basti pensare che nel 1978 solo il 3% della popolazione americana era di origine ebraica, ma l'80% dei comici americani professionisti erano di origine ebraica. 

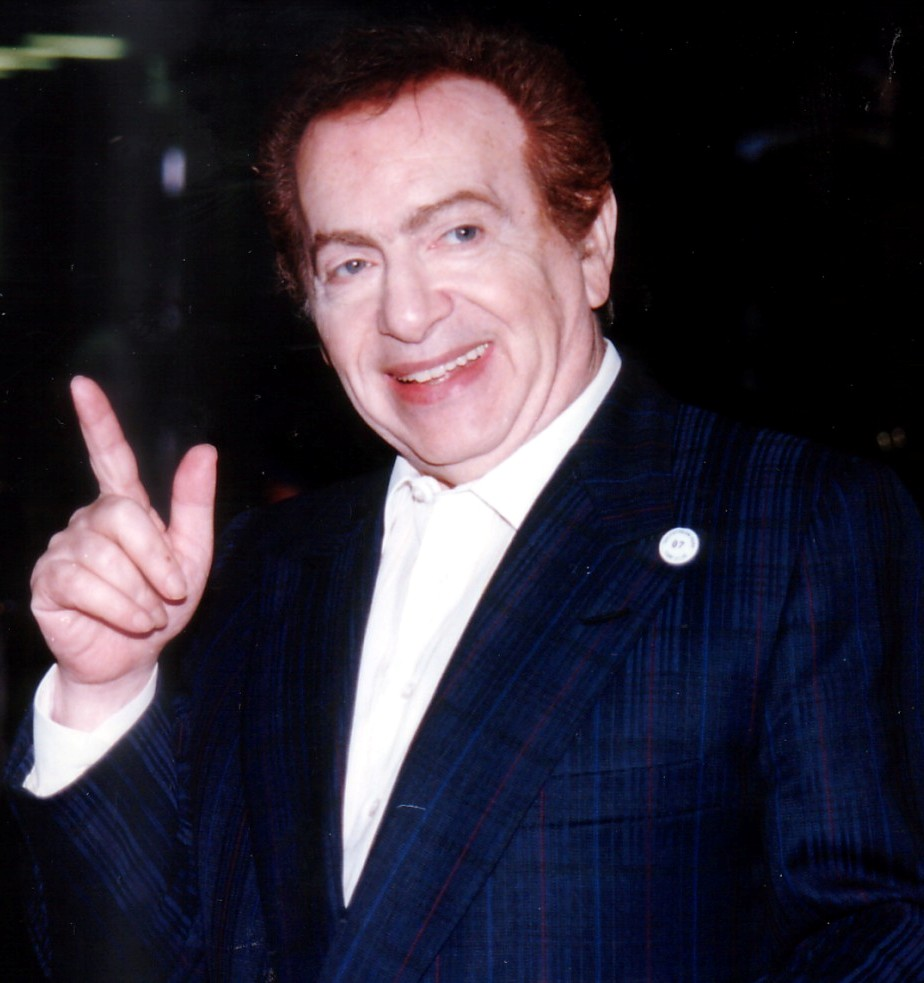
Jackie Mason, dopo essere diventato rabbino all'età di 25 anni, lascia la vita religiosa per dedicarsi alla comicità

Una spiegazione di questa tendenza che vede i comici di origine ebraica in un numero cosi elevato potrebbe legata agli studi religiosi ebraici, in particolare lo studio del Talmud sia stato storicamente associato al processo creativo comico. Infatti, come uno studioso del Talmud che prende in esame un dilemma morale per analizzarlo da varie prospettive cercando di determinare quale sia più morale o meno, l'arte della stand up comedy esamina la quotidianità da diversi punti di vista. Jackie Mason, per esempio, comico proveniente dal circuito Borscht Belt, porta sul palco delle analisi che sviscerano fatti e situazioni da diverse prospettive. Ne è un esempio uno dei suoi pezzi più vecchi e di successo, in cui parla di una seduta dallo psicanalista: 

### La Beat Generation
In America, durante gli anni '50, si sviluppa un movimento giovanile che si oppone ai costumi dell'epoca guidato dagli artisti Beatnik. Gli artisti Beatnik erano delusi dal paese e dai suoi valori rifiutando quella che loro consideravano l'illusione dell'utopia americana. Protagonisti di quel periodo furono Ginsberg e Kerouac, le loro tematiche iniziarono ad influenzare la stand-up comedy.
Il comico che più di tutti incarna l'ideologia della Beat Generation è Lenny Bruce, che esprime il malcontento della società americana. Descritto da Jonathan Miller come il "bianco malato negro", la sua comicità trattava temi sacri o politici in maniera cinica, parlava anche di deformità fisiche, malattie, disastri e persecuzioni razziali.

## I primicomedy club
Nonostante la stand-up comedy fosse parte integrante dell'intrattenimento nei nightclub dai tempi del proibizionismo, il primo comedy club vide la luce solo nel 1963, grazie all'intuizione di Gerson "Budd" Friedman e della moglie Silver che inaugurarono l'Improvisation Café, poi rinominato "The Improv", nel Greenwich Village di New York. La volontà di Friedman era quella di aprire un after-hours club, ma nell'arco di due anni il locale si trasformò in un luogo dove i comici andavano a provare il nuovo materiale e il pubblico si riuniva per guardarli. Le performance non erano pagate, ma questa condizione non influì sulla lunga lista di comici che si esibirono, fra cui Woody Allen, Bill Cosby, Dick Cavett, Milt Kamen e Rodney Dangerfield. Secondo Friedman l'Improvisation Café avrebbe ospitato più di 10000 esibizioni in quindici anni.
L'Improv rimarrà l'unico comedy club del mondo fino al 1972, anno in cui Sammy Shore e sua moglie Mitzi, insieme al comico e autore Rudy DeLuca, fondano il Comedy Store a Los Angeles.
Adesso in America si contano più di 250 Comedy club.